# Beach House (álbum)
Beach House es el álbum debut del dúo dream pop de Baltimore Beach House. Fue lanzado el 3 de octubre de 2006 e incluido en la lista de los mejores álbumes de ese año en el puesto número dieciséis por Pitchfork.
Pitchfork comentó que el álbum era una "receta de valses de feria, fantasmagóricas canciones de cuna e himnarios de bosques" y comparó el trabajo del dúo con el de Mazzy Star, Galaxie 500, Spiritualized y Slowdive.
Sólo se imprimieron en formato de 1100 vinilos blancos. Desde entonces, el álbum ha sido relanzado en formato de vinilos negros.
La canción "Master of None" fue sampleada por The Weeknd en la canción "The Party & The After Party" de su mixtape del año 2011 House of Balloons. 
Más tarde, fue incluida en la película de Miranda July, The Future, de ese mismo año.

## "Lovelier Girl"
La canción "Lovelier Girl" es un cover de la canción de Tony, Caro and John "The Snowdon Song", de su álbum All On The First Day, lanzado en el año 1972 bajo el sello Gaarden Records. Después de discusiones amistosas acerca de derechos de autor, la autoría de "Lovelier Girl" ahora está compartida por Beach House y Tony Doré de Tony, Caro and John.[cita requerida]

## Lista de canciones
| N.º | Título                                                                          | Duración |  |
| 1.  | «Saltwater»                                                                     | 2:55     |  |
| 2.  | «Tokyo Witch»                                                                   | 3:42     |  |
| 3.  | «Apple Orchard»                                                                 | 4:31     |  |
| 4.  | «Master of None»                                                                | 3:19     |  |
| 5.  | «Auburn and Ivory»                                                              | 4:30     |  |
| 6.  | «Childhood»                                                                     | 3:35     |  |
| 7.  | «Lovelier Girl» (cover de la canción "The Snowdon Song" de Tony, Caro and John) | 3:02     |  |
| 8.  | «House on the Hill»                                                             | 3:14     |  |
| 9.  | «Heart and Lungs» (incluye canción oculta "Rain in Numbers")                    | 7:50     |  |

## Personal
- Alex Scally - guitarra, teclados, caja de ritmos
- Victoria Legrand - voz, órgano